# 13 Stitches
13 Stitches è un singolo del gruppo punk rock NOFX pubblicato da Fat Wreck Chords nel 2003. Una versione elettrica dell'A-Side è apparsa su The War on Errorism. Il B-Side è apparso nella compilation del 2004 Warped Tour e una versione strumentale nel menu del DVD Ten Years of Fuckin' Up. La registrazione è stata limitata a 7 000 copie stampate su vinili d'oro e la copertina del retro contiene un collage di alcuni album di gruppi punk come i Minor Threat, Misfits e Bad Religion.

## Tracce
1. 13 Stitches (acoustic)
2. Glass War

## Formazione
- Fat Mike - basso e voce
- El Hefe - chitarra e voce
- Eric Melvin - chitarra
- Erik Sandin - batteria